# 伊迪丝·霍尔
伊迪丝·霍尔（1959年4月3日—）是一位英国古典學家，专攻古希腊文学与文化史，现为杜伦大学教授，主要作品有《古希腊人：从青铜时代的航海者到西方文明的领航员》（Introducing the Ancient Greeks: From Bronze Age Seafarers to Navigators of the Western Mind）、《良好生活操作指南：亚里士多德的十堂幸福课》（Aristotle’s Way: How Ancient Wisdom Can Change Your Life）、以及入选牛津通识读本的《索福克勒斯》（Sophocles）等。